# Miconia foveolata
Miconia foveolata är en tvåhjärtbladig växtart som beskrevs av Célestin Alfred Cogniaux. Miconia foveolata ingår i släktet Miconia och familjen Melastomataceae. Inga underarter finns listade i Catalogue of Life.